# 전역자 (웹예능)
《전역자》은 2024년 1월 9일부터 2024년 3월 19일 까지 유튜브에서 방송된 웹예능으로, 스튜디오 오오티비 가 제작했다.

## 2024년
| 회차 | 공개일   | 출연역      | 비고                 |
| ---- | -------- | ----------- | -------------------- |
| 0화  | 1월 2일  |             |                      |
| 예고 | 1월 8일  |             |                      |
| 1화  | 1월 9일  | 서울역      |                      |
| 2화  | 1월 16일 | 신당역      |                      |
| 3화  | 1월 23일 | 해운대역    |                      |
| 4화  | 1월 30일 | 반월당역    |                      |
| 5화  | 2월 6일  | 공덕역      |                      |
| 6화  | 2월 13일 | 수원역      |                      |
| 7화  | 2월 20일 | 부평역      |                      |
| 8화  | 2월 27일 | 서울숲역    | NCT 태용 게스트 출현 |
| 9화  | 3월 12일 | 신주쿠역    | 첫 해외촬영          |
| 10화 | 3월 19일 | 토시마엔 역 |                      |